# Spiller
Pour les articles homonymes, voir Spiller (homonymie).
Cristiano Spiller, dit Spiller, DJ Spiller ou Laguna, est un DJ italien, né à Venise le 3 avril 1975. Il est mondialement connu pour le titre house Groovejet (If This Ain't Love), numéro un des hit-parades britanniques, australiens et néo-zélandais,,.
En 2014, le maxi Batucada est utilisé dans le générique de l'émission de télé-réalité Les Marseillais à Rio.

## Discographie

### Maxis

#### En solo
| Année | Maxi            | Label         | Critique |
| ----- | --------------- | ------------- | -------- |
| 1997  | Vol. 1          | Downtown Base |          |
| 1998  | Batucada        | Black Moon    |          |
| 1999  | Mighty Miami EP | Dream Beat    |          |
| 2001  | Cry Baby        | Dream Beat    |          |
| 2003  | Smoke           | Nano Records  |          |
| 2004  | Sola            | Not On Label  |          |
| 2006  | Jumbo           | Nano Records  |          |
| 2013  | Urastar         | Nano Records  |          |

#### Collaborations
| Année | Maxi                           | Featuring             | Label            | Critique |
| ----- | ------------------------------ | --------------------- | ---------------- | -------- |
| 1997  | Positive                       | Moony (Downtown Base) |                  |          |
| 2000  | Groovejet (If This Ain't Love) | Sophie Ellis-Bextor   | Positiva Records |          |